# Vlag van Hove
De vlag van Hove werd door de gemeenteraad op 14 november 1988 officieel vastgesteld als de gemeentelijke vlag van de Antwerpse gemeente Hove. Op  9 mei 1989  werd hij door het Bestuur van Vlaanderen bevestigd en uiteindelijk gepubliceerd op 8 november 1989 in het officiële Belgisch Staatsblad.
Officieel wordt de vlag beschreven als:
Geel met een rode schuinbalk
De vlag heeft blijkbaar niets te maken met het gemeentewapen (in vieren gedeeld met een wapenschild). De herkomst en betekenis van het vlagontwerp zijn onbekend.

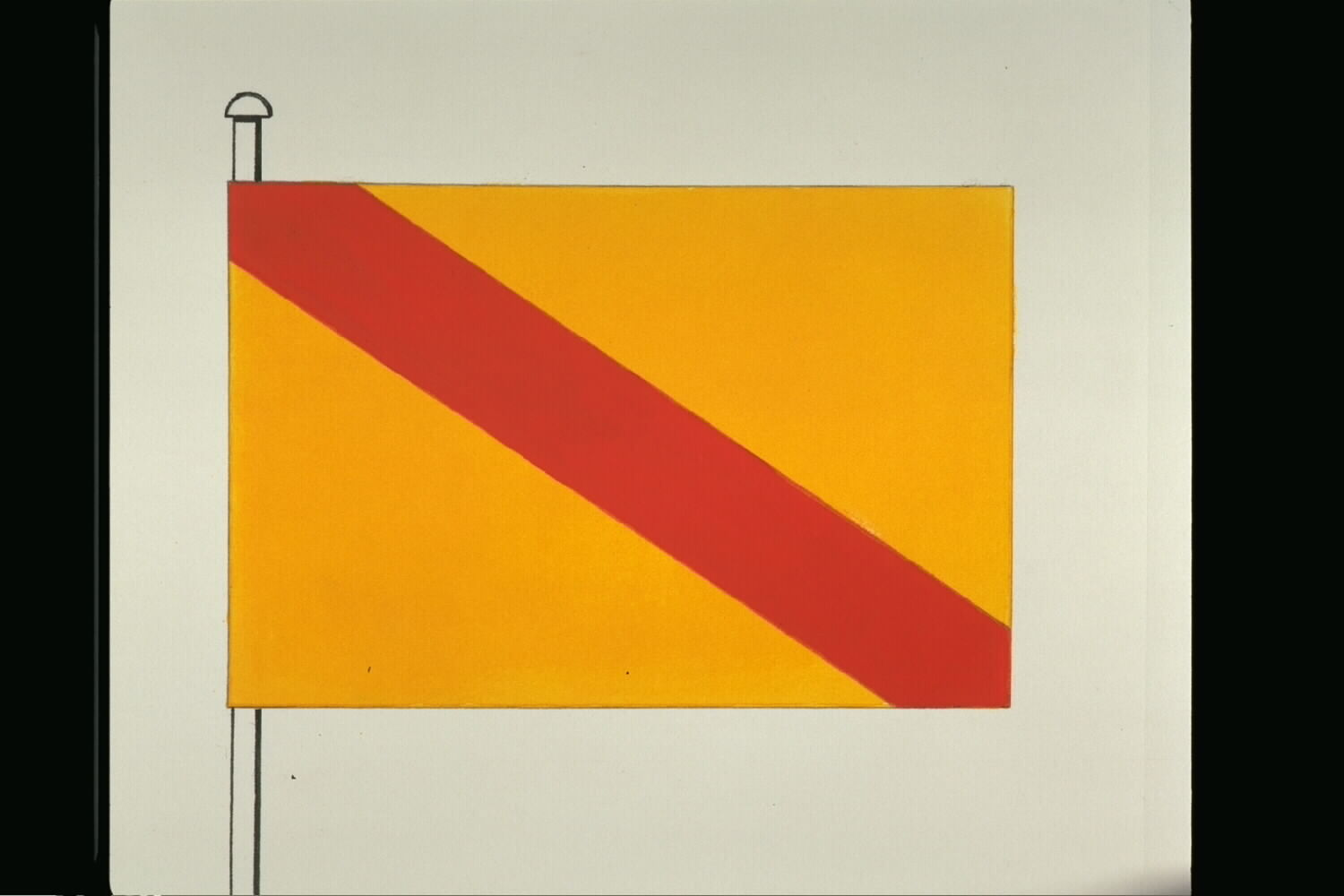
Officiële tekening van de vlag